# The Very Best of Poco (1999)
The Very Best of Poco è un CD raccolta dei Poco, pubblicato dalla Epic/Legacy Records nel 1999.Raccolta di brani pubblicati dal 1969 al 1974.

## Tracce
1. Pickin' Up the Pieces – 3:22 (Richie Furay) – Tratto dall'album Pickin' Up the Pieces (1969)
2. My Kind of Love – 2:43 (Richie Furay) – Brano inedito
3. You Better Think Twice – 3:22 (Jim Messina) – Tratto dall'album Poco (1970)
4. Anyway Bye Bye – 7:00 (Richie Furay) – Tratto dall'album Poco (1970)
5. C'mon (Live) – 3:18 (Richie Furay) – Tratto dall'album Deliverin' (1971)
6. Medley Live – 10:13 – Tratto dall'album Deliverin' (1971)
7. Kind Woman (Live) – 5:47 (Richie Furay) – Tratto dall'album Deliverin' (1971)
8. Bad Weather – 5:04 (Paul Cotton) – Tratto dall'album From the Inside (1971)
9. Just for Me and You – 3:38 (Richie Furay) – Tratto dall'album From the Inside (1971)
10. You Are the One – 3:50 (Richie Furay) – Tratto dall'album From the Inside (1971)
11. A Good Feelin' to Know – 3:55 (Richie Furay) – Tratto dall'album A Good Feelin' to Know (1972)
12. Go and Say Goodbye – 2:48 (Stephen Stills) – Tratto dall'album A Good Feelin' to Know (1972)
13. Faith in the Families – 3:43 (Paul Cotton) – Tratto dall'album Seven (1974)
14. Whatever Happened to Your Smile – 3:13 (Poco, Timothy B. Schmit) – Tratto dall'album Cantamos (1974)

## Musicisti
Pickin' Up the Pieces
- Richie Furay - chitarra a dodici corde, accompagnamento vocale
- Jim Messina - chitarra a sei corde, accompagnamento vocale
- Rusty Young - chitarra pedal steel, accompagnamento vocale
- Randy Meisner - basso, accompagnamento vocale
- George Grantham - batteria
- George Grantham - voce solista

My Kind of Love
- Richie Furay - chitarra, voce solista
- Jim Messina - chitarra, accompagnamento vocale
- Rusty Young - chitarra steel, accompagnamento vocale
- Randy Meisner - basso, accompagnamento vocale
- George Grantham - batteria, accompagnamento vocale

You Better Think Twice e Anyway Bye Bye
- Richie Furay - chitarra, accompagnamento vocale
- Richie Furay - voce solista (brano: Anyway Bye Bye)
- Jim Messina - chitarra, accompagnamento vocale
- Jim Messina - voce solista (brano: You Better Think Twice)
- Rusty Young - chitarra pedal steel, accompagnamento vocale
- Timothy B. Schmit - basso, accompagnamento vocale
- George Grantham - batteria, accompagnamento vocale
- Bobby Doyle - pianoforte
- Larry Knechtel - pianoforte
- Milt Holland - percussioni

C'mon, Medley Live e Kind Woman
- Richie Furay - chitarra elettrica, chitarra acustica ritmica a sei corde, accompagnamento vocale
- Richie Furay - voce solista (brani: C'mon, Just in Case It Happens, Yes Indeed, Consquently so Long, Kind Woman)
- Jim Messina - chitarra elettrica telecaster, chitarra acustica a sei corde, accompagnamento vocale
- Rusty Young - chitarra pedal steel, dobro, accompagnamento vocale
- Timothy B. Schmit - basso, accompagnamento vocale
- George Grantham - batteria

Bad Weather, Just for Me and You e You Are the One
- Richie Furay - chitarra, accompagnamento vocale
- Richie Furay - voce solista (brani: Just for Me and You e You Are the One)
- Paul Cotton - chitarra, accompagnamento vocale
- Paul Cotton - voce solista (brani: Bad Weather)
- Rusty Young - chitarra steel, chitarra, accompagnamento vocale
- Timothy B. Schmit - basso, accompagnamento vocale
- George Grantham - batteria, accompagnamento vocale

A Good Feelin' to Know e Go and Say Goodbye
- Richie Furay - chitarra, voce solista
- Paul Cotton - chitarra, accompagnamento vocale
- Rusty Young - chitarra steel, chitarra, accompagnamento vocale
- Timothy B. Schmit - basso, accompagnamento vocale
- George Grantham - batteria, accompagnamento vocale
- Barry Flast - pianoforte

Faith in the Families
- Paul Cotton - chitarra solista, chitarra acustica, voce solista
- Rusty Young - banjo, dobro, chitarra steel, chitarra ritmica, chitarra elettrica, chitarra acustica
- Timothy b. Schmit - basso, percussioni, accompagnamento vocale
- George Grantham - batteria, percussioni, accompagnamento vocale
- Burton Cummings - tastiere
- Bobbye Hall - congas

Whatever Happened to Your Smile
- Paul Cotton - chitarra, accompagnamento vocale
- Rusty Young - chitarra steel, chitarra, accompagnamento vocale
- Timothy B. Schmit - basso, voce solista
- George Grantham - batteria